# Uchtspringe
Uchtspringe este o comună din landul Saxonia-Anhalt, Germania.
1. 1 2  Historical Gazetteer